# Brausch Niemann
Ambraüsus "Brausch" Niemann, född 7 januari 1939 i Durban, är en sydafrikansk racerförare.

## Racingkarriär
Niemann körde några lokala grand prix-lopp utanför formel 1-VM i privata Lotus-Ford 1962-1965. Han kom som bäst femma i Rands Grand Prix 1964. 
Niemann körde ett F1-lopp, hemmaloppet i Sydafrika 1963, där han kom på fjortonde plats i en privat Lotus-Ford. Han försökte kvalificera sig till loppet i Sydafrika 1965, men misslyckades. 
Han tävlade sedan i sportvgnar och därefter i MC-sporten enduro, där han blev sydafrikansk mästare 1979. 

## F1-karriär
| Säsong | Stall/Tillverkare        | Poäng | Placering |
| ------ | ------------------------ | ----- | --------- |
| 1963   | Ted Lanfear (Lotus-Ford) | 0     | –         |
| 1965   | Ted Lanfear (Lotus-Ford) | 0     | –         |